# AWAKE TOUR 2005
『AWAKE TOUR 2005』（アウェイク ツアー にせんご）は、日本のロックバンド、L'Arc〜en〜Cielのライブビデオ。DVD版は2005年12月14日、BD版は2014年3月19日発売。発売元はKi/oon Records。

## 解説
本作品は、L'Arc〜en〜Cielが2005年6月に発表した10枚目のアルバム『AWAKE』を引っ提げ、同年8月6日から同年8月31日まで日本全国3都市で開催したライブツアー「AWAKE TOUR 2005」から、国立代々木競技場 第一体育館で行った最終日公演の模様を収めたライブビデオである。この最終日公演の模様は、一部のMCがカットされているものの、すべての演奏曲が網羅されている。なお、映像素材には大阪城ホール公演の模様が若干使用されている。
ライブツアー「AWAKE TOUR 2005」はアルバム『AWAKE』と同様に、hydeの反戦や平和への想いが一つのテーマとなっている。そのためこのライブツアーは、演出の細部に至るまで、アルバムの世界観を伝える方向性で構成されている。今回のツアーの演出面では、L'Arc〜en〜Cielがアリーナクラスの会場で用いるLEDによる大型ビジョンなどを用いない非常にシンプルなステージセットになった反面、ショーダンサーや様々なエキストラを登場させるなど、生身の人間が繰り広げる演出が取り入れられることになった。なお、ライブのオープニングは、＜I want Love. I want a Gun. I want Peace. I want War.…＞と、男女2人が交互にセンテンスを読み上げるところから始まる。この文面は"人間が欲する対照的なモノ"を表しており、ステージを覆うように積まれたダンボールをスクリーン代わりにして対比的に映し出されている。そして徐々に2人の声は早まり、＜I'm a human... History doesn't repeat itself. Just awaken!＞の2人の呼びかけとともにダンボールが崩され、黒い軍服を模した衣装を着たhydeが登場し、黒い旗が掲げられたステージで「AS ONE」が演奏され、ライブが開幕する。
その後の演奏曲目においても、反戦、平和をテーマとした演出が繰り広げられている。10曲目の「REVELATION」では、hydeが軍服を脱ぎ、白い司教服のような衣装に着替え登場する。その際、hydeはステージ脇から玉座を模した神輿に座りながら現れ、手で黒い旗を引き千切りながらインカムマイクで歌唱している。その後hydeは司教服も脱ぎ捨て、「New World」「自由への招待」を続けて披露している。また、公演の後半部では、ライブ中に止まることなく回り続けていた、ステージの背後に設けられた円形の回転装置が止まり、そこにライトアップされたピースマーク（鳥の足跡を逆さにしたようなシンボル）が現れ、「NEO UNIVERSE」が演奏される。なお、この曲が演奏されるタイミングで、ピースマークがあしらわれた白い旗を持ったエキストラが客席側の通路を走り、ステージに向けて駆け上がっていく。このように、このツアーではアルバム『AWAKE』のひとつのテーマとなった反戦、平和を描くような、ストーリー性のあるコンセプチュアルなライブが繰り広げられている。hydeは2012年に発表した自叙伝の中で、ライブ演出の取り組み方について「ライブのメニューや演出の発想はね、その時のライブの意味合いにもよるんだけど。例えば、ニューアルバムのツアーなのか、2011年みたいな20周年のライブなのかで、やっぱりその骨組みが変わるよね。"このアルバムは何を言おうとしたアルバムなんだろう"って考えて、それに基づいたライブの雰囲気作りをしたり。例えば、『AWAKE』だったら"反戦"のイメージだったけど、それをL'Arc〜en〜Cielがやった場合に、どんなエンターテインメントを見せられるか、とかね」とこのツアーに触れたうえで綴っている。
ちなみにhydeは、本作に収録された国立代々木競技場 第一体育館公演で最後に演奏された「星空」を披露する前のMCにおいて、「今回のツアーはですね、平和を願ってまわったツアーなんですけど…。だけどね、きっとなかなか戦争とかって終わらないようなね、気がするんですよね。とても悲しいことですけど。ずっと歴史が…続いてるから、なかなか俺が死ぬころまでに終わってるとはとても思えないっていう悲しい現実がある」と語っている。その後hydeは、日本の法律に触れたうえで平和に対する想いを述べている。なお、ライブ前半に軍服を着た理由について、hydeは「軍服を着たのは着こなすためじゃない。脱ぐために着た」とコメントしている。
セットリストは、上記のようにアルバム『AWAKE』の収録曲を中心に構成されている。また、このツアーでは2005年7月20日に発表する「Link」がライブで初披露されている。なお、このツアーで披露された「STAY AWAY」は、メンバーが担当する楽器パートをチェンジした「STAY AWAY formation A」、「STAY AWAY formation B」の2パターンで披露されている。"formation A"では、tetsuyaがボーカルを、hydeがコーラスのパートを担当している。なお、2A以降にkenがtetsuyaとボーカルパートを交代することもあった。また、2サビの終わりでyukihiroがボーカル、hydeがドラムにスイッチし、演奏する曲をP'UNK〜EN〜CIELのセルフカバー曲「花葬 平成十七年」に変え、間奏のギターソロ以降に通常担当するパートを元に戻し、「STAY AWAY」を披露するといったかたちを採ったこともあった。そして"formation B"では、ボーカルをyukihiro、ギターをhyde、ベースをken、ドラムをtetsuyaが担当している。なお、本作に収録された国立代々木競技場 第一体育館公演の最終日では、「STAY AWAY formation A」が披露されている。
フィジカルは通常盤（DVD）の1形態でリリースされている。また、初回限定仕様はスリーブケース、スーパーピクチャーレーベル仕様となっている。なお、本作に収められた映像は、L'Arc〜en〜Cielとして初の全編ハイビジョン、24bit/96kHz収録（『LIVE IN U.S.A 〜at 1st Mariner Arena July 31, 2004〜』はアップコンバート収録、『SMILE TOUR 2004 〜全国編〜』はHD+アップコンバート収録）となっている。
また、2014年2月26日には本作を含む音楽作品18タイトルを収録したBD-BOX『L'Aive Blu-ray BOX -Limited Edition-』が発売され、本作のライブ音源CDも収録された。さらに、同年3月19日には、前述のボックス・セットに収められた本作のBlu-ray Disc版が単体でリリースされた。

## 収録曲
1. AS ONE
2. EXISTENCE
3. Killing Me
4. TRUST
5. Ophelia
6. 叙情詩
7. 接吻
8. forbidden lover
9. My Dear
10. REVELATION
11. New World
12. 自由への招待
13. STAY AWAY formation A
14. LOST HEAVEN
15. READY STEADY GO
16. NEO UNIVERSE
17. Driver's High
18. Link
19. twinkle, twinkle
20. 星空